# Porto-São Bento

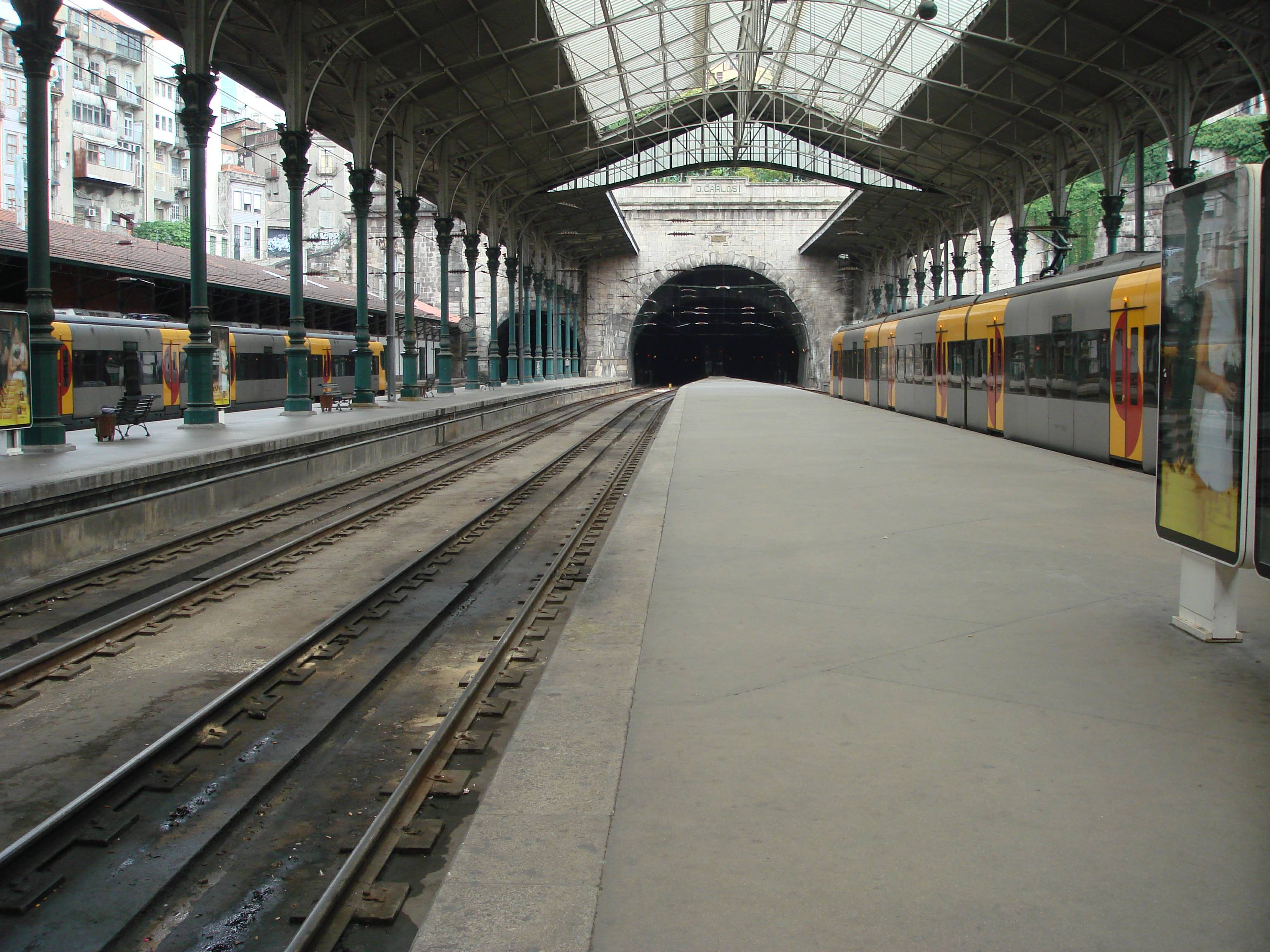
Perony

Porto-São Bento (port.: Estação Ferroviária de Porto – São Bento) – stacja kolejowa w Porto, w Portugalii. Stacja została oddana do użytku w 1916 roku. Znana jest z płytek azulejo zdobiących wnętrze budynku, przedstawiających sceny z historii kraju. Znajduje się przy Praça de Almeida Garrett, w samym centrum miasta. Znajdują się tu 4 perony i stacja metra.

## Charakterystyka

### Położenie
Stacja posiada dostęp od strony Praça de Almeida Garrett, w samym centrum Porto.

### Infrastruktura
Początkowo stacja posiadała 4 perony i 8 torów pasażerskich. Liczba ta została zmniejszona do odpowiednio 3 i 6, o długości od 100 do 167 metrów. perony mają 90 cm wysokości.

### Wnętrze
Stacja jest dobrze znana ze swoich płytek ceramicznych, o tematyce historycznej. Mają powierzchnię około 551 metrów kwadratowych, głównie przedstawiają sceny z północnego regionu kraju, wśród innych sceny z bitwy pod Valdevez, Egas Moniz z dziećmi króla Alfonsa VII, wejście króla Jana I Dobrego i Filipy Lancaster do Porto w 1387 i podboju Ceuty w 1415 roku.

## Historia
Nazwa stacji pochodzi od klasztoru benedyktyńskiego wybudowanego w tym miejscu w XVI wieku. Klasztor padł ofiarą pożaru w 1783, później odbudowany, ale stał się ruiną pod koniec XIX wieku. W kontekście rozszerzenia systemu kolejowego na terytorium Portugalii, Król Karol I położył pierwszy kamień węgielny do budowy stacji w 1900 roku. Projekt powierzono architektowi z Porto José Marques Da Silvie, który zaprojektował budynek pod wpływem architektury francuskiego Beaux-Arts.

## Linie kolejowe
- Linha do Minho